# Gargnäs
Gargnäs (sydsamiska Draehkie, umesamiska Dráhkie) är en småort i Sorsele kommun. Orten är belägen cirka 50 km sydost om centralorten Sorsele på det smala näset mellan Gargån och Hemsjön.

## Etymologi
Gargnäs, Gargån och lappskattelandet Karko (se nedan) har fått sina namn efter det samiska ordet 'kárku', vilket betyder en mindre sträcka torr mark på myr eller mellan myrar.
Gargnäs har ibland också kallats för Dragnäs. Detta har givit upphov till det nuvarande umesamiska namnet Dráhkie. 'Drag' är ett svenskt dialektord som betyder 'smal landtunga'.  Eftersom byn är ett långsmalt näs mellan Gargån och Hemsjön sägs det, att samerna tyckte att detta näs var särskilt lämpat för att dra över sina båtar.

## Historia
Området där Gargnäs ligger ingick i början av 1700-talet i lappskattelandet Karko. Vid platsen Draati på näset mellan Gargån och Hemsjön fanns en gammal renvall, där samerna under någon period haft ett viste. På själva renvallen insynades 1756 nybygget Gargnäs av Hans Mårtensson, son till samen Mårten Turesson och Barbro Hansdotter, som i sin tur var dotter till den förste klockaren i Sorsele, Hans Ersson. Hans Mårtensson övertog även skatten för lappskattelandet Karko. Några år senare anslöt sig brodern Nils, som övertog hälften av de ägor som Hans hade brutit upp.

### Befolkningsutveckling
| Befolkningsutvecklingen i Gargnäs 1950–2015   | Befolkningsutvecklingen i Gargnäs 1950–2015 | Befolkningsutvecklingen i Gargnäs 1950–2015 | Befolkningsutvecklingen i Gargnäs 1950–2015 | Befolkningsutvecklingen i Gargnäs 1950–2015 |
| --------------------------------------------- | ------------------------------------------- | ------------------------------------------- | ------------------------------------------- | ------------------------------------------- |
|                                               |                                             |                                             |                                             |                                             |
| År                                            |                                             |                                             | Folkmängd                                   | Areal (ha)                                  |
| 1950                                          | 1950                                        |                                             | 482                                         |                                             |
| 1960                                          | 1960                                        |                                             | 383                                         |                                             |
| 1965                                          | 1965                                        |                                             | 298                                         |                                             |
| 1970                                          | 1970                                        |                                             | 270                                         |                                             |
| 1975                                          | 1975                                        |                                             | 245                                         |                                             |
| 1980                                          | 1980                                        |                                             | 235                                         | 119                                         |
| 1990                                          | 1990                                        |                                             | 213                                         | 121                                         |
| 1995                                          | 1995                                        |                                             | 178                                         | 101#                                        |
| 2000                                          | 2000                                        |                                             | 168                                         | 92#                                         |
| 2005                                          | 2005                                        |                                             | 138                                         | 94#                                         |
| 2010                                          | 2010                                        |                                             | 148                                         | 82#                                         |
| 2015                                          | 2015                                        |                                             | 80                                          | 50#                                         |
| Anm.: Upphörde som tätort 1995. # Som småort. |                                             |                                             |                                             |                                             |

## Samhället
I Gargnäs finns Gargnäs kyrka som är en träkyrka från 1911.
Gargnäs har ett eget gräsflygfält, även kallat Garglanda.